# تيمبركريك كانيون (تكساس)
تيمبركريك كانيون (بالإنجليزية: Timbercreek Canyon, Texas)‏ هي قرية (الولايات المتحدة الأمريكية) تقع في الولايات المتحدة في مقاطعة راندال (تكساس). يقدر عدد سكانها بـ 406 نسمة ومساحتها 4.8 كم2 وترتفع عن سطح البحر 1,052 متر.

## التركيبة السكانية
حدّد مكتب تعداد الولايات المتحدة بيانات التركيبة السكانية لتيمبركريك كانيون في تعداد الولايات المتحدة. في ما يلي، التركيبة السكانية حسب تعدادي 2000 و2010.

### تعداد عام 2000
بلغ عدد سكان تيمبركريك كانيون 406 نسمة بحسب تعداد عام 2000، وبلغ عدد الأسر 149 أسرة وعدد العائلات 142 عائلة مقيمة في القرية. في حين سجلت الكثافة السكانية 82 نسمة لكل كيلومتر مربع (212.4/ميل2). وبلغ عدد الوحدات السكنية 158 وحدة بمتوسط كثافة قدره 31.9 لكل كيلومتر مربع (82.6/ميل2).
وتوزع التركيب العرقي للقرية بنسبة 94.09% من البيض و0.25% من الأمريكيين الأصليين و1.23% من الأمريكيين ذوي الأصول الآسيوية و2.96% من الأعراق الأخرى و1.48% من عرقين مختلطين أو أكثر و5.17% من الهسبانيون أو اللاتينيون من أي عرق.
بلغ عدد الأسر 149 أسرة كانت نسبة 41.6% منها لديها أطفال تحت سن الثامنة عشر تعيش معهم، وبلغت نسبة الأزواج القاطنين مع بعضهم البعض 84.6% من أصل المجموع الكلي للأسر، ونسبة 8.1% من الأسر كان لديها معيلات من الإناث دون وجود شريك،  بينما كانت نسبة 2.7% من الأسر لديها معيلون من الذكور دون وجود شريكة وكانت نسبة 4.7% من غير العائلات. تألفت نسبة 4% من أصل جميع الأسر من عدة أفراد يعيشون في نفس المنزل ونسبة 1.3% كانت تتألف من شخص يعيش بمفرده يبلغ من العمر 65 عاماً أو أكثر. وبلغ متوسط حجم الأسرة المعيشية 2.72، أما متوسط حجم العائلات فبلغ 2.80.
بلغ العمر الوسطي للسكان 43.1 عاماً. وكانت نسبة 25.4% من القاطنين تحت سن الثامنة عشر، وكانت نسبة 5.7% بين الثامنة عشر والرابعة والعشرين عاماً، ونسبة 24.4% كانت واقعةً في الفئة العمرية ما بين الخامسة والعشرين والرابعة والأربعين عاماً، ونسبة 35.7% كانت ما بين الخامسة والأربعين والرابعة والستين، ونسبة 8.9% كانت ضمن فئة الخامسة والستين عاماً فما فوق. يوجد لكل 100 أنثى 98.0 ذكر، ويوجد لكل 100 أنثى في الثامنة عشر من عمرها فما فوق 94.2 ذكر.
بلغ متوسط دخل الأسرة في القرية 80,758 دولارًا، أما متوسط دخل العائلة فبلغ 82,991 دولارًا. وكان متوسط دخل الذكور 51,538 دولارًا مقابل 33,125 دولارًا للإناث. وسجل دخل الفرد الخاص بالقرية 32,036 دولارًا. وكانت نسبة 2.1% من العائلات ونسبة 1.2% من السكان تحت خط الفقر، وكان من هؤلاء نسبة 0% تحت سن الثامنة عشر ونسبة 0% في الخامسة والستين من العمر وما فوق.

### تعداد عام 2010
بلغ عدد سكان تيمبركريك كانيون 418 نسمة بحسب تعداد عام 2010، وبلغ عدد الأسر 171 أسرة وعدد العائلات 145 عائلة مقيمة في القرية. في حين سجلت الكثافة السكانية 84.4 نسمة لكل كيلومتر مربع (218.6/ميل2). وبلغ عدد الوحدات السكنية 176 وحدة بمتوسط كثافة قدره 35.6 لكل كيلومتر مربع (92.2/ميل2).
وتوزع التركيب العرقي للقرية بنسبة 96.17% من البيض و0.24% من الأمريكيين الأفارقة و0.48% من الأمريكيين ذوي الأصول الآسيوية و1.20% من الأعراق الأخرى و1.91% من عرقين مختلطين أو أكثر و2.87% من الهسبانيون أو اللاتينيون من أي عرق.
بلغ عدد الأسر 171 أسرة كانت نسبة 23.4% منها لديها أطفال تحت سن الثامنة عشر تعيش معهم، وبلغت نسبة الأزواج القاطنين مع بعضهم البعض 79.5% من أصل المجموع الكلي للأسر، ونسبة 3.5% من الأسر كان لديها معيلات من الإناث دون وجود شريك،  بينما كانت نسبة 1.8% من الأسر لديها معيلون من الذكور دون وجود شريكة وكانت نسبة 15.2% من غير العائلات. تألفت نسبة 14% من أصل جميع الأسر من عدة أفراد يعيشون في نفس المنزل ونسبة 4.1% كانت تتألف من شخص يعيش بمفرده يبلغ من العمر 65 عاماً أو أكثر. وبلغ متوسط حجم الأسرة المعيشية 2.44، أما متوسط حجم العائلات فبلغ 2.65.
بلغ العمر الوسطي للسكان 52.4 عاماً. وكانت نسبة 18.4% من القاطنين تحت سن الثامنة عشر، وكانت نسبة 5.3% بين الثامنة عشر والرابعة والعشرين عاماً، ونسبة 12.2% كانت واقعةً في الفئة العمرية ما بين الخامسة والعشرين والرابعة والأربعين عاماً، ونسبة 50.2% كانت ما بين الخامسة والأربعين والرابعة والستين، ونسبة 13.9% كانت ضمن فئة الخامسة والستين عاماً فما فوق. وتوزع التركيب الجنسي للسكان بنسبة 50.2% ذكور و49.8% إناث.